# فيلي قاولد
فيلي قاولد (بالإنجليزية: Willie Gould)‏ (1 يناير 1886 في المملكة المتحدة - ) هو لاعب كرة قدم بريطاني (وحمل سابقاً جنسية المملكة المتحدة لبريطانيا العظمى وأيرلندا) في مركز الهجوم. لعب مع برادفورد سيتي ومانشستر سيتي وGlossop North End A.F.C. ‏.